# Ильиновка (Амурская область)
Ильи́новка — село в Октябрьском районе Амурской области России. Входит в состав Борисоглебского сельсовета.

## География
Село Ильиновка стоит на левом берегу реки Дим (левый приток Амура).
Дорога к селу Ильиновка идёт на юго-запад от районного центра Октябрьского района села Екатеринославка через Южный, Панино, Покровку и Борисоглебку, расстояние — 76 км.
На юг от села Ильиновка — выезд на трассу областного значения Тамбовка — Райчихинск.

## Население
| 2002 | 2010 | 2012 | 2013 | 2014 | 2015 | 2016 |
| ---- | ---- | ---- | ---- | ---- | ---- | ---- |
| 248  | ↘195 | →195 | →195 | ↗199 | ↗203 | ↘198 |
| 2017 | 2018 |      |      |      |      |      |
| ↘183 | ↗184 |      |      |      |      |      |

## Улицы
В селе имеются две улицы: Лесная и Центральная.